# Фицуолтер, Уолтер, 4-й барон Фицуолтер
Уолтер Фицуолтер (англ. Walter FitzWalter; 31 мая 1345 — 26 сентября 1386) — английский аристократ, 4-й барон Фицуолтер с 1361 года. Сын Джона Фицуолтера, 3-го барона Фицуолтера, и Элеаноры Перси. После смерти отца унаследовал семейные владения (главным образом в Эссексе) и баронский титул. Полностью вступил в свои права в 1366 году, когда стал совершеннолетним. В 1370 году воевал на континенте под началом сэра Роберта Ноллиса, был взят в плен в аббатстве Ваас. Чтобы собрать деньги на выкуп, родственникам барона пришлось заложить королевской любовнице Элис Перрерс замок и баронию Эгремонт. В 1381 году Фицуолтер воевал в Бретани. В 1386 году он присоединился к Джону Гонту, отправившемуся в Кастилию, и погиб в море.
Уолтер был женат дважды: на Элеаноре Дэгуорт (дочери Томаса Дэгуорта и Элеаноры де Богун) и на Филиппе де Моун (дочери Джона де Моуна, 2-го барона Моуна, и Джоан Бергерш). В первом браке родился сын Уолтер (1368—1406), 5-й барон Фицуолтер.